# 貝爾維迪爾 (伊利諾伊州)
貝爾維迪爾（英語：Belvidere）是一個位於美國伊利諾伊州布恩縣的城市。根據2010年美國人口普查，該地人口為25585人，而該地的面積約為31.90平方千米。同時該地也是布恩縣的縣治。

## 地理
貝爾維迪爾的座標為42°15′17″N 88°50′39″W / 42.25472°N 88.84417°W，而該地的平均海拔高度為240米（即800英尺）。